# Парламентські вибори в Тайвані 2024
Парламентські вибори в Тайвані були проведені 13 січня 2024. На них були обрані нові члени Законодавчого Юаню, та вони були проведені водночас із президентськими виборами. Ці вибори — п'яті вибори зі змішаною електоральною системою. Строк обраного Юаню почнеться 1 лютого 2024 року.

## Виборча система
Члени обираються паралельним голосуванням. 73 члени обираються за більшістю голосів по округах, 6 місць виділено для корінних мешканців, що обираються за системою єдиного неперехідного голосу, решта 34 члени — за пропорційною системою по партійних списках.

## Партії та кандидати
Всього 315 кандидати зареєструвались на участь у виборчих округах напередодні парламентських виборів 2024 року. Шістнадцять політичних партій подали партійні списки до Центрального виборчого комітету. У цих списках сумарно висунуто 178 кандидатів. 15 грудня 2023, ЦВК оголосив, що шість кандидатів по виборчих округах, один кандидат до місць корінних народів та один кандидат у партійному списку не можуть брати участь у виборах. Виборча кампанія офіційно почалася 16 грудня 2023.

## Результати
ДПП здобули 51 місце, Гоміньдан — 52, ТНП — 8. Таким чином, Гоміньдан став найбільшою партією у парламенті. ДПП втратили 11 місць порівняно із попередніми виборами, тобто тепер в них нема більшості в парламенті, котра була з 2016 року. Також внаслідок виборів, партія Нова влада, що раніше мала три місця, втратила всі місця, не вигравши у жодному виборчому окрузі та не пройшовши по списках, бо не набрали 5% голосів. По округах було обрано двох самовисуванців, чиї погляди ближчі до Гоміндану.
Внаслідок цих виборів, вперше з 2004 склалася така ситуація, що жодна партія не отримала більшість у Законодавчому Юані. Крім того, вперше в історії, у Юань була обрана кандидатка, що є відкритою представницею ЛГБТ спільноти, Хуан Цзіе з шостого округу міста Гаосюн.